# Podmaniczky Károly
Podmanini és aszódi báró Podmaniczky Károly (Aszód, 1772. november 13. – Pest, 1833. szeptember 21.) bányatanácsos.

## Életútja
Podmaniczky Sándor báró és királyfiai Jeszenák Zsuzsánna báróné fia. Mint fiatal ember a Martinovics-féle összeesküvésbe keveredvén Bécsbe internálták. Ezen időt felhasználta arra, hogy az orvosi tudományokkal foglalkozzék. Utóbb megkegyelmeztek neki, de nem indult vissza családja körébe, hanem Chemnitzben (Szászország) és utóbb Selmecbányán elvégezte a bányászati tanulmányokat; ekkor a kamaránál hivatalt vállalt és a bányatanácsosságig vitte. 1812-ben azonban tudván azt, hogy mint evangélikus vallású bányagróffá úgy sem nevezik ki, állásáról lemondott; azontúl, szülei már meghaltak és testvérbátyjával megosztozván, Aszódon és Pesten élt.
Tudományos műveltsége, emberszeretete s finom modora következtében igen kedvelt egyén volt. Mint tanult bányász páratlan szépségű és gazdagságú gyűjteményét szerezte meg a Magyarországon létező érckövületeknek. Mint gazda gazdaságainak berendezésénél a Németországban dívó elvek és gyakorlat szerint járt el. 1826-ban hitsorsosai a dunántúli egyház felügyelőjévé választották; beiktatását augusztus 16-án Hima Ignácz és ifj. Kis János két nyomtatvánnyal örökítették meg.

## Munkái
- Beszéd, melyet ... a dunántúli ev. ecclesiák főinspectora, beiktatásakor az összegyűlt districtualis convent előtt tartott, Sopronban aug. 16. Pest. (Németül. Uo. 1826.)
- Mineralien-Sammlung. Hely és év n. (Névtelenül. 3524 darabnak czímjegyzéke).

Kézirata a Magyar Nemzeti Múzeumban: Catalogus collectaneis minralium, ívr. 2 kötet.